# Елисенда де Монкада
Елисенда де Монкада-и-Луна (на испански: Elisenda de Moncada y Luna; * 1292, Монкада, Каталония; † 1364, Барселона, Каталония) е кралица на Арагон, Валенсия, Сардиния и Корсика.

## Биография
Дъщеря е на Педро де Монкада, сеньор де Айтоа и Сосес и Елисенда де Пино. На 25 декември 1321 година в Тарагона се омъжва за крал Хайме II Арагонски. Двамата нямат деца.